# Two-phase commit
I datanet og databaser er Two-phase commit en distribuerede algoritme som lader alle noder i et distribueret system blive enige om at lave commit af en transaktion. Resultatet af at bruge two-phase commit er at enten laver alle noder commit af transaktionen eller alle ruller tilbage, selv i tilfælde af netværksfejl eller fejl på en node.
En forsimplet analogi er når et par i kirken siger ja til at gifte sig; først når både manden og konen har sagt ja er de gift og hvis blot en af dem siger nej er ingen af dem blevet gift.